# Saint-Martin-le-Vieil
 Saint-Martin-le-Vieil  es una población y comuna francesa, en la región de Languedoc-Rosellón, departamento de Aude, en el distrito de Carcasona y cantón de Alzonne, en el Lauragais.
Está integrada en la Communauté de communes du Cabardès - Canal du Midi.

## Demografía
| 348 | 382 | 346 | 376 | 405 | 425 | 411 | 454 | 451 | 439 | 430 | 433 | 420 | 433 | 408 | 402 | 366 | 485 | 397 | 354 | 253 | 266 | 243 | 206 | 249 | 204 | 225 | 171 | 182 | 185 | 191 | 191 |
| Para los censos de 1962 a 1999 la población legal corresponde a la población sin duplicidades (Fuente: INSEE [Consultar]) |     |     |     |     |     |     |     |     |     |     |     |     |     |     |     |     |     |     |     |     |     |     |     |     |     |     |     |     |     |     |     |

## Lugares de interés
- Abadía cisterciense de Villelonge, del siglo XII.